# José María Grajal
José María Grajal Ataz (Palencia, ca. 1854 - Ibíd., 24 de julio de 1920) fue un abogado y político tradicionalista español.

## Biografía

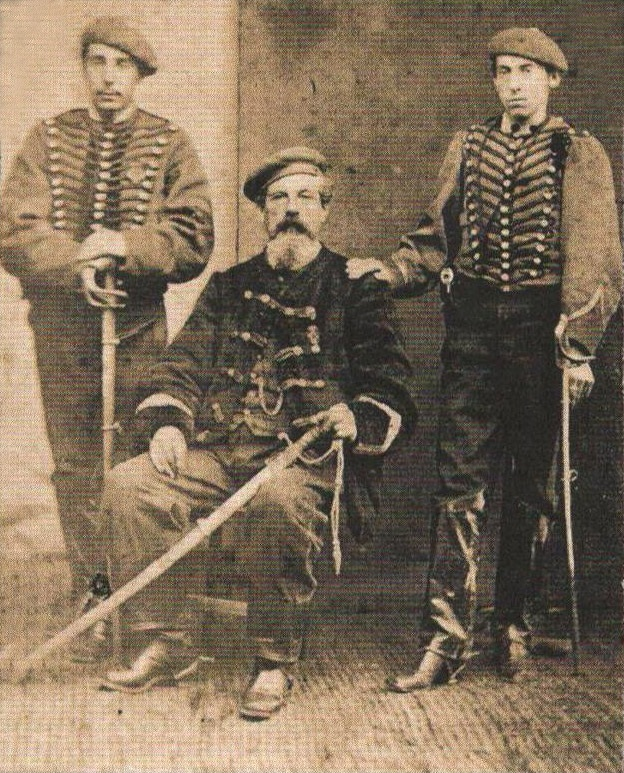
El coronel José Grajal Ruiz y sus hijos José María y Florentino Grajal Ataz en 1874

Era hijo de José Grajal Ruiz, jefe carlista de la provincia de Palencia. Estudiaba derecho en Valladolid cuando estalló la tercera guerra carlista en 1872. Abandonó entonces la carrera, su casón y su madre y se incorporó como alférez al regimiento de Caballería del Cid, que su padre mandaba como coronel y en el que también servía su hermano Florentino. En dicho regimiento hizo toda la campaña, participando en las batallas de Lácar, Lorca y Treviño. Llegaría a obtener el grado de capitán. Tras de Pamplona y Cirauqui, siguió junto a su padre y hermano a Don Carlos en el exilio y pasaron a Francia por el puente de Arnegui, internándose en La Rochelle.
Posteriormente regresó a España, presidió dos círculos carlistas en Palencia y creó Juntas carlistas locales en la provincia. En 1897 fue elegido concejal del Ayuntamiento de Palencia y ejercería de teniente de alcalde de la ciudad. Durante más de catorce años presidió la Asociación de Labradores. Fue asimismo tesorero de la Federación de Sindicatos católicos y ejerció otros cargos en distintas comisiones.
Tras la separación de Vázquez de Mella del jaimismo en 1919, se mantuvo leal a Don Jaime y fue jefe jaimista de la provincia. Murió a consecuencia de una herida en la mano por la que le había sido amputado el brazo izquierdo. Estuvo casado con Vicenta Ataz González.